# Hans von Hammerstein-Equord (Landrat)
Hans Georg Karl Julius Wittekind Hermann Wilhelm Freiherr von Hammerstein-Equord (* 14. Januar 1860 in Schauen; † 10. März 1898 in Peine) war ein deutscher Verwaltungsbeamter:

## Leben
Hans von Hammerstein-Equord studierte Rechtswissenschaften an der Ruprecht-Karls-Universität Heidelberg. 1882 wurde er Mitglied des Corps Vandalia Heidelberg. Nach dem Studium trat er in den preußischen Staatsdienst ein. 1890 bestand er das Regierungsassessor-Examen bei der Regierung in Hildesheim. Von 1893 bis zu seinem Tod 1898 war er Landrat des Landkreises Peine.
Seine Eltern waren Cäcilie Freiin von Grote-Schauen und der Fideikommissherr Sigurd Freiherr von Hammerstein auf Equord. Sein Großvater war der Generalleutnant Hans Georg Freiherr von Hammerstein. Am 24. August 1897 heiratete Hans in Schönfließ Hedwig von Veltheim (* 13. Juli 1869).